# 扇形狗牙花
扇形狗牙花（学名：Ervatamia flabelliformis）为夹竹桃科狗牙花属下的一个种。

## 扩展阅读
- 維基物種上的相關：扇形狗牙花